# ماونتین فالز (ویرجینیا)
ماونتین فالز (به انگلیسی: Mountain Falls) یک منطقهٔ مسکونی در ایالات متحده آمریکا است که در شهرستان فردریک، ویرجینیا واقع شده‌است.